# Carlhubbsia
Carlhubbsia is een geslacht van straalvinnige vissen uit de familie van de levendbarende tandkarpers (Poeciliidae).

## Soorten
- Carlhubbsia kidderi (Hubbs, 1936)
- Carlhubbsia stuarti Rosen & Bailey, 1959